# Alessandria Unione Sportiva 1968-1969
Questa pagina raccoglie i dati riguardanti l'Alessandria Unione Sportiva nelle competizioni ufficiali della stagione 1968-1969.

## Stagione
Nella stagione 1968-1969 l'Alessandria Unione Sportiva disputò il quinto campionato di Serie C della sua storia.
Con il ritorno di Remo Sacco alla presidenza si gettarono le basi per la costruzione di una squadra competitiva. Una stagione iniziata in maniera positiva fu però guastata dai dissidi tra il direttore tecnico Giulio Cappelli, reingaggiato a novembre malgrado il negativo precedente della stagione 1966-1967, e il capitano e idolo della tifoseria Francisco Lojacono, messo fuori rosa per motivi disciplinari assieme al centravanti Tomy nel mese di dicembre. I risultati che ne conseguirono permisero al forte Piacenza di prendere il largo e l'Alessandria, che a fine marzo dovette affrontare anche l'improvviso abbandono dell'indisposto Cappelli, chiuse declinando fino all'ingeneroso settimo posto finale.

## Divise
| 1ª divisa | 2ª divisa |

## Organigramma societario
Area direttiva
- Presidente: Remo Sacco
- Vicepresidente: Rinaldo Borasio
- Consiglieri: Luigi Armano, Innocenzo Barberis, Lino Boidi, Emilio Cassinelli, Lino Garavelli, Cesare Gazzaniga e Tito Testa
- Collaboratori: Ugo Boccassi e Marcello Marcellini
- Segretario: Pierino Zorzoli

Area tecnica
- Direttore tecnico: dal 23 novembre 1968 al 30 marzo Giulio Cappelli
- Allenatore: Mario Pietruzzi

Area sanitaria
- Medico sociale: Luigi Mazza
- Massaggiatore: Felice Canevari

## Rosa
| N. |                   | Ruolo | Calciatore         |
| -- | ----------------- | ----- | ------------------ |
|    | Italia (bandiera) | P     | Avelino Moriggi    |
|    | Italia (bandiera) | P     | Giacomo Rosso      |
|    | Italia (bandiera) | P     | Silvano Vincenzi   |
|    | Italia (bandiera) | D     | Giancarlo Bagnasco |
|    | Italia (bandiera) | D     | Massimo Berta      |
|    | Italia (bandiera) | D     | Antonio Colombo    |
|    | Italia (bandiera) | D     | Sergio De Luca     |
|    | Italia (bandiera) | D     | Gaetano Legnaro    |
|    | Italia (bandiera) | D     | Lorenzo Piacentini |
|    | Italia (bandiera) | D     | Italo Rossetto     |
|    | Italia (bandiera) | D     | Alberto Rossi      |

| N. |                   | Ruolo | Calciatore          |
| -- | ----------------- | ----- | ------------------- |
|    | Italia (bandiera) | D     | Gian Piero Zaio     |
|    | Italia (bandiera) | C     | Nunzio Cervio       |
|    | Italia (bandiera) | C     | Bruno Chinellato    |
|    | Italia (bandiera) | C     | Giuseppe Corbellini |
|    | Italia (bandiera) | C     | Fausto Daolio       |
|    | Italia (bandiera) | C     | Francisco Lojacono  |
|    | Italia (bandiera) | A     | Graziano Boccasso   |
|    | Italia (bandiera) | A     | Franco Dori         |
|    | Italia (bandiera) | A     | Mario Tomy          |
|    | Italia (bandiera) | A     | Lino Villa          |
|    | Italia (bandiera) | A     | Enrico Zorzi        |

## Risultati

### Serie C

#### Girone di andata
| Treviso 15 settembre 1968 1ª giornata | Treviso          | 0 – 0 | Alessandria | Stadio Omobono Tenni\| Arbitro: \| Beretta (Milano) \| |
| Arbitro:                              | Beretta (Milano) |       |             |                                                        |

| Arbitro: | Bellandi (Lucca) |

|                            |           |              |
| Cesini 42’ (aut.) Tomy 48’ | Marcatori | 4’ Donadelli |

| Arbitro: | Lupi (Genova) |

|                               |           |                    |
| Colombo 12’ (aut.) Gerosa 31’ | Marcatori | 53’ Tomy 72’ Villa |

| Alessandria 6 ottobre 1968 4ª giornata | Alessandria     | 0 – 0 | Rapallo | Stadio Giuseppe Moccagatta\| Arbitro: \| Ghetti (Modena) \| |
| Arbitro:                               | Ghetti (Modena) |       |         |                                                             |

| Arbitro: | Pilotto (Roma) |

|              |           |  |
| Milanesi 83’ | Marcatori |  |

| Arbitro: | Vannucchi (Bologna) |

|          |           |              |
| Tomy 70’ | Marcatori | 5’ Bassanese |

| Arbitro: | Beccaria (Lecco) |

|                                     |           |                        |
| Bellinazzi 53’ (rig.) Fregonese 86’ | Marcatori | 54’ Villa 60’ Lojacono |

| Arbitro: | Andreoli (Padova) |

|          |           |  |
| Tomy 27’ | Marcatori |  |

| Alessandria 17 novembre 1968 9ª giornata | Alessandria        | 0 – 0 | Triestina | Stadio Giuseppe Moccagatta\| Arbitro: \| Clerico (Chiavari) \| |
| Arbitro:                                 | Clerico (Chiavari) |       |           |                                                                |

| Arbitro: | Levrero (Genova) |

|          |           |  |
| Tomy 24’ | Marcatori |  |

| Arbitro: | Cantelli (Firenze) |

|  |           |                                       |
|  | Marcatori | 32’ Chinellato 56’, 71’, 84’ Lojacono |

| Arbitro: | Lupi (Genova) |

|  |           |                         |
|  | Marcatori | 68’ Calonaci 70’ Zulich |

| Solbiate Arno 15 dicembre 1968 13ª giornata | Solbiatese     | 0 – 0 | Alessandria | Stadio Felice Chinetti\| Arbitro: \| Frasso (Capua) \| |
| Arbitro:                                    | Frasso (Capua) |       |             |                                                        |

| Arbitro: | Bravi (Roma) |

|           |           |                                                         |
| Villa 15’ | Marcatori | 16’ De Cecco 38’ (aut.) Lojacono 76’ Galeone 78’ Blasig |

| Biella 29 dicembre 1968 15ª giornata | Biellese         | 0 – 0 | Alessandria | Stadio Lamarmora\| Arbitro: \| Levrero (Genova) \| |
| Arbitro:                             | Levrero (Genova) |       |             |                                                    |

| Treviglio 5 gennaio 1969 16ª giornata | Trevigliese        | 0 – 0 | Alessandria | Stadio Mario Zanconti\| Arbitro: \| Rodomonte (Teramo) \| |
| Arbitro:                              | Rodomonte (Teramo) |       |             |                                                           |

| Arbitro: | Cantelli (Firenze) |

|                                    |           |             |
| Daolio 36’ Dori 79’ Corbellini 81’ | Marcatori | 45’ Filippi |

| Arbitro: | Boscolo (Venezia) |

|                   |           |  |
| Di Cristofaro 77’ | Marcatori |  |

| Arbitro: | Ghirardello (Merano) |

|                            |           |  |
| Lojacono 13’ Dori 16’, 69’ | Marcatori |  |

#### Girone di ritorno
| Arbitro: | Monforte (Palermo) |

|                     |           |  |
| Lojacono 82’ (rig.) | Marcatori |  |

| Cremona 9 febbraio 1969 21ª giornata | Cremonese           | 0 – 0 | Alessandria | Stadio Giovanni Zini\| Arbitro: \| Chiapponi (Livorno) \| |
| Arbitro:                             | Chiapponi (Livorno) |       |             |                                                           |

| Arbitro: | Campanini (Finale Emilia) |

|                                                                 |           |                |
| Tomy 6’, 74’ (rig.) Corbellini 47’ Lojacono 58’ (rig.) Dori 65’ | Marcatori | 77’ Malvestiti |

| Arbitro: | Sgherri (Grosseto) |

|  |           |                    |
|  | Marcatori | 36’, 41’, 51’ Tomy |

| Arbitro: | Frasso (Capua) |

|                           |           |             |
| Chinellato 19’ Daolio 77’ | Marcatori | 49’ Gabetto |

| Arbitro: | Pilotto (Roma) |

|                |           |  |
| Magri 16’, 89’ | Marcatori |  |

| Alessandria 16 marzo 1969 26ª giornata | Alessandria      | 0 – 0 | Venezia | Stadio Giuseppe Moccagatta\| Arbitro: \| Levrero (Genova) \| |
| Arbitro:                               | Levrero (Genova) |       |         |                                                              |

| Arbitro: | Calì (Roma) |

|  |           |                       |
|  | Marcatori | 27’ Lojacono 90’ Dori |

| Arbitro: | De Marco (Torre del Greco) |

|                     |           |  |
| Lojacono 53’ (rig.) | Marcatori |  |

| Arbitro: | Campanini (Finale Emilia) |

|                       |           |            |
| Scala 58’ Tumiati 63’ | Marcatori | 47’ Daolio |

| Arbitro: | Bianchi (Firenze) |

|           |           |  |
| Stevan 9’ | Marcatori |  |

| Arbitro: | Magnani (Firenze) |

|                     |           |           |
| Lojacono 38’ (rig.) | Marcatori | 43’ Oliva |

| Monfalcone 11 maggio 1969 32ª giornata | Monfalcone      | 0 – 0 | Alessandria | Stadio Comunale\| Arbitro: \| Longi (Livorno) \| |
| Arbitro:                               | Longi (Livorno) |       |             |                                                  |

| Alessandria 18 maggio 1969 33ª giornata | Alessandria        | 0 – 0 | Solbiatese | Stadio Giuseppe Moccagatta\| Arbitro: \| Ferrari (Rovereto) \| |
| Arbitro:                                | Ferrari (Rovereto) |       |            |                                                                |

| Arbitro: | Lavetti (Bergamo) |

|             |           |                |
| Calisti 23’ | Marcatori | 71’ Chinellato |

| Arbitro: | Lattanzi (Roma) |

|                         |           |                            |
| Corbellini 22’ Dori 45’ | Marcatori | 72’ Postini 80’ Cavalletti |

| Arbitro: | Canova (Milano) |

|                             |           |  |
| Veglianetti 65’ Filippi 81’ | Marcatori |  |

| Arbitro: | Beccaria (Lecco) |

|  |           |                       |
|  | Marcatori | 3’ Restelli 55’ Verdi |

| Arbitro: | Porcelli (Lodi) |

|  |           |           |
|  | Marcatori | 11’ Zorzi |

## Statistiche

### Statistiche di squadra
| Competizione | Punti | In casa | In casa | In casa | In casa | In casa | In casa | In trasferta | In trasferta | In trasferta | In trasferta | In trasferta | In trasferta | Totale | Totale | Totale | Totale | Totale | Totale | DR  |
| Competizione | Punti | G       | V       | N       | P       | Gf      | Gs      | G            | V            | N            | P            | Gf           | Gs           | G      | V      | N      | P      | Gf     | Gs     | DR  |
| ------------ | ----- | ------- | ------- | ------- | ------- | ------- | ------- | ------------ | ------------ | ------------ | ------------ | ------------ | ------------ | ------ | ------ | ------ | ------ | ------ | ------ | --- |
| Serie C      | 42    | 19      | 9       | 7       | 3       | 24      | 16      | 19           | 4            | 9            | 6            | 16           | 14           | 38     | 13     | 16     | 9      | 40     | 30     | +10 |

### Statistiche dei giocatori
| Giocatore     | Serie B | Serie B |
| Giocatore     | Pres    | Gol     |
| ------------- | ------- | ------- |
| G. Bagnasco   | 28      | 0       |
| M. Berta      | 36      | 0       |
| G. Boccasso   | 3       | 0       |
| Cervio        | 5       | 0       |
| B. Chinellato | 30      | 3       |
| G. Corbellini | 32      | 3       |
| A. Colombo    | 25      | 0       |
| F. Daolio     | 32      | 3       |
| S. De Luca    | 29      | 0       |
| F. Dori       | 30      | 6       |
| G. Legnaro    | 5       | 0       |
| F. Lojacono   | 22      | 10      |
| A. Moriggi    | 35      | -?      |
| L. Piacentini | 32      | 0       |
| A. Rossi      | 28      | 0       |
| G. Rosso      | 3       | -?      |
| M. Tomy       | 28      | 10      |
| L. Villa      | 13      | 3       |
| G.P. Zaio     | 1       | 0       |
| Zorzi         | 1       | 1       |